# اثر پیگمالیون

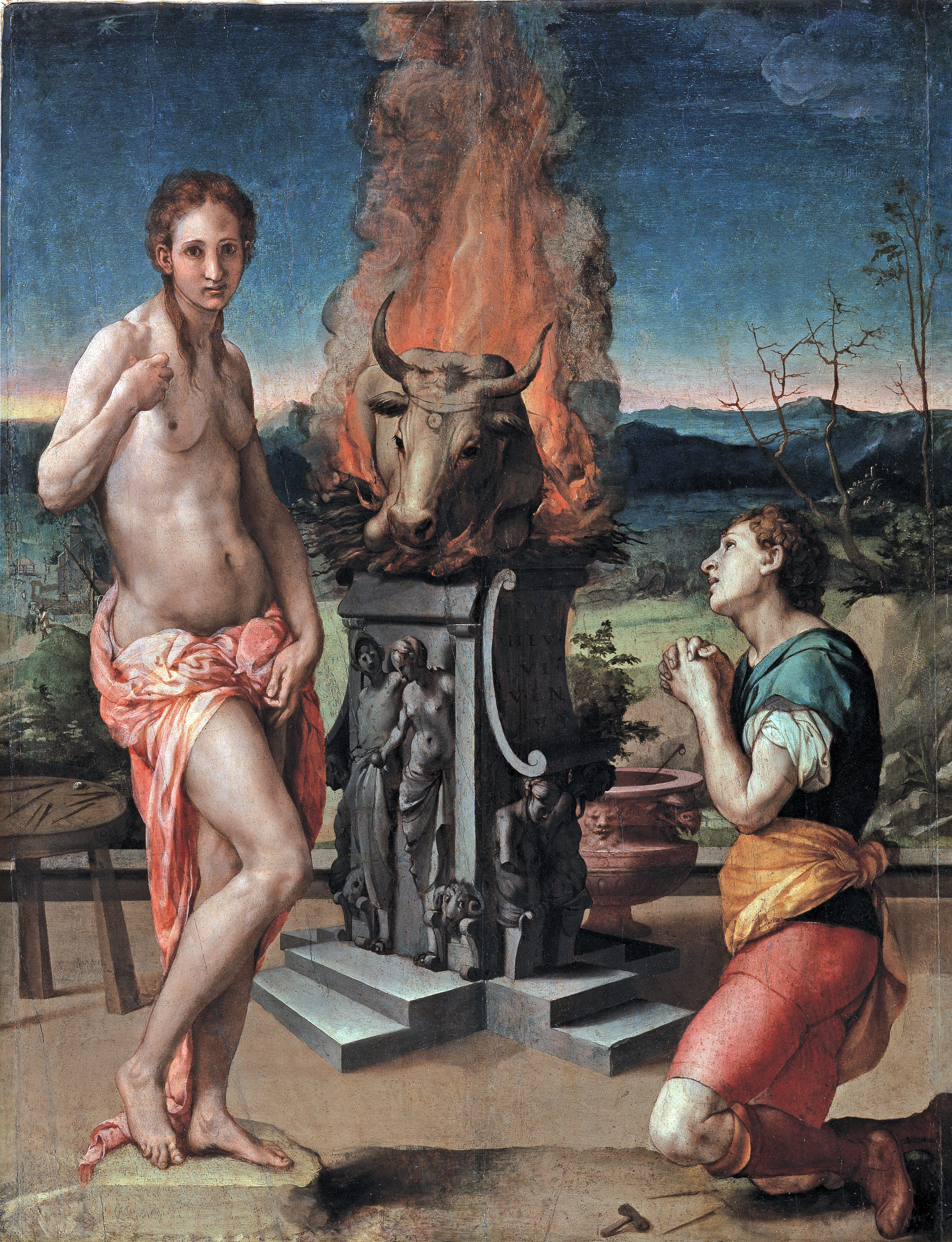
اثر پیگمالیون یعنی حالتی که عملکرد فرد تحت تأثیر انتظارات دیگران قرار می‌گیرد و انتظارات بیشتر دیگران منجر به عملکرد بهتر او می‌شود.

اثر پیگمالیون (به انگلیسی: Pygmalion effect) اشاره به یک پدیدۀ روان‌شناختی دارد که براساس آن افراد نسبت به سطح انتظارات دیگران واکنش‌های مستقیم نشان می‌دهند. برای نمونه اگر معلمی براین باور باشد که بچه‌ای کندذهن است، خود بچه هم با مواجهه با این نظر باور می‌کند که کندذهن است و واقعاً دیر یاد می‌گیرد. عکس این نیز صادق است و اگر از کسی انتظارات بالایی برود او تلاش خود را برای دست‌یافتن به چنین انتظاری بالاتر می‌برد.
اثر پیگمالیون که «انتظار دیگران از عملکرد شخصی» نیز نامیده می‌شود، یک پدیدهٔ طبیعی است که توسط دانشمندانی به نام‌های رابرت رزنتال و لنور جکابسون کشف شد. بعد از مطالعات و تحقیقات علمی بسیار، این متخصصان نظریهٔ جدیدی را پیرامون اثر انتظارات دیگران بر روی عملکرد شخصی به‌دست آوردند. یک نتیجۀ این اثر، اثر گولم است که که در آن انتظارات پایین منجربه کاهش عملکرد می‌شود.
واضح‌ترین آزمایش‌ها در این باره بر روی کودکان انجام شده‌است. تست IQ از تعدادی دانش‌آموز گرفته شد و برخی از دانش‌آموزان به‌طور تصادفی انتخاب شده و به‌عنوان برندگان به معلمان‌شان گزارش شدند. بعد از اینکه با این برندگان قلابی همانند دانش‌آموزان باهوش و بااستعداد رفتار شد، آنان به‌طور قابل‌توجهی در آزمون بعدی نتایج بهتری داشتند. اما بچه‌هایی که برندگان واقعی این تست بودند ولی به معلمان‌شان گزارش نشدند، هیچ پیشرفتی را ارائه ندادند.
نام این پدیده از یکی از شخصیت‌های داستان اوید سرچشمه می‌گیرد. پیگمالیون فرمانروای کیپرس بود. وی مجسمه‌ای بسیار زیبا ساخت و عاشق آن مجسمه شد. به همین دلیل از خداوند درخواست کرد که به این مجسمه روح و زندگی بخشد.
نویسندۀ معروف، جرج برنارد شاو نیز از این داستان برای نمایشنامۀ خودش استفاده کرد. پیگمالیون که همچنین به نام موزیکال «بانوی زیبای من» معروف شده است، به رزنتال و جکابسون نیز کمک کرد تا برای کشف جدید خود، نامی داشته باشند.
اثر پیگمالیون ابزار مهمی در ادارۀ این نظریه است. این نظریه مدیران را آگاه می‌کند که عامل موفقیت کارمندان، تنها به شرایط، کیفیت و صلاحیت شخص یا به محیط کار بستگی ندارد. مدیران همیشه باید کارمندان‌شان را باور داشته باشند و از آنان انتظار موفقیت با بهترین نتایج داشته باشند. زیرا در چنین وضعیتی کارمندان همیشه این باور را احساس کرده و بهترین مهارت‌ها و توانایی‌هایشان را نشان خواهند داد.